# Авремешть (комуна)
Авремешть, Авремешті (рум. Avrămești) — комуна у повіті Харгіта в Румунії. До складу комуни входять такі села (дані про населення за 2002 рік):
- Авремешть (819 осіб) — адміністративний центр комуни
- Андреєнь (147 осіб)
- Гоаджу (626 осіб)
- Лаз-Фіртенуш (49 осіб)
- Лаз-Шоймуш (43 особи)
- Медішору-Мік (52 особи)
- Фіртенуш (257 осіб)
- Чекешть (524 особи)

Комуна розташована на відстані 227 км на північ від Бухареста, 61 км на захід від М'єркуря-Чука, 118 км на південний схід від Клуж-Напоки, 89 км на північний захід від Брашова.

## Населення
За даними перепису населення 2002 року у комуні проживали 2517 осіб.
Національний склад населення комуни:
| Національність | Кількість осіб | Відсоток |
| -------------- | -------------- | -------- |
| угорці         | 2459           | 97,7%    |
| цигани         | 44             | 1,7%     |
| румуни         | 14             | 0,6%     |

Рідною мовою назвали:
| Мова      | Кількість осіб | Відсоток |
| --------- | -------------- | -------- |
| угорська  | 2497           | 99,2%    |
| румунська | 14             | 0,6%     |
| циганська | 6              | 0,2%     |

Склад населення комуни за віросповіданням:
| Релігія                                       | Кількість осіб | Відсоток |
| --------------------------------------------- | -------------- | -------- |
| унітарії                                      | 1854           | 73,7%    |
| реформати                                     | 448            | 17,8%    |
| римо-католики                                 | 123            | 4,9%     |
| православні                                   | 29             | 1,2%     |
| баптисти                                      | 14             | 0,6%     |
| не релігійні                                  | 13             | 0,5%     |
| адвентисти                                    | 10             | 0,4%     |
| лютерани                                      | 5              | 0,2%     |
| лютерани (Синодально-пресвітеріанська церква) | 4              | 0,2%     |
| греко-католики                                | 2              | 0,1%     |
| лютерани (Аугсбурзького сповідання)           | 1              | < 0,1%   |
| не вказали релігію                            | 3              | 0,1%     |